# Galidictis
Galidictis is een geslacht uit de familie Madagaskarcivetkatten. Het geslacht omvat twee soorten:
- Galidictis fasciata – Vijfstreepmangoest
- Galidictis grandidieri – Grandidiermangoest